# Pietro da Cortona
Pietro da Cortona (Pietro Berrettini). Cortona, 1 de novembre de 1596 - Roma, 16 de maig de 1669. Pintor i arquitecte d'estil barroc. Gran protegit per la cort pontifícia en diversos papats, com el d'Urbà VIII, Innocenci X i Alexandre VII. Fou elegit Príncep de l'Acadèmia de Sant Lluc entre els anys 1634 i 1637.

## Biografia
El seu aprenentatge artístic va començar a la seva ciutat natal Cortona, sota els ensenyaments del pintor florentí Andrea Commodi l'any 1609. Segueix els seus estudis a Roma cap a 1612 amb Baccio Ciarpi, pintor recomanat per Commodi.
Influït pels grans pintors Caravaggio i Annibale Carracci, de seguida s'independitza i entra en contacte amb el seu primer protector el marquès Marcello Sacchetti; els seus primers treballs per a la família Sacchetti van ser dibuixos de l'antiguitat clàssica, principalment de la Columna de Trajà i va pintar el Sacrifici de Polixena i el Triomf de Bacus. Rep l'encàrrec per a la decoració de la vila de Castellfusano de Sacchetti que finalitza el 1630 un any després de la mort del seu gran mecenes.
Per mitjà d'aquest primer protector va aconseguir del papa Urbà VIII el seu primer encàrrec públic: els frescos per a l'església de santa Bibiana l'any 1625, la façana de la qual era obra de Gian Lorenzo Bernini. L'any 1629 va acabar els grans quadres de temàtica mitològica amb el Rapte de les Sabines en el Palau dei Conservatori de Roma.
Urbà VIII segueix amb el mecenatge i li encarrega les pintures de la capella i la volta del saló del palau Barberini, finalitzats el 1639 i que esdevengué el seu més famós fresc: La Glòria dels Barberini. El programa d'aquestes pintures va ser creat pel poeta Francesco Bracciolini.
|  |  |

El 1640 es trasllada a Florència per finalitzar la decoració de les Edats de l'Home (L'Edat d'Or, L'edat de Plata, L'Edat del Coure i L'Edat del Ferro) amb colors semblants als emprats pel Paolo Veronese i que havia començat el 1637 i estaven destinats per a la Sala de l'Estufa del Palau Pitti. La seva permanència a Florència s'allarga pels encàrrecs que rep del Gran Duc Ferran II, per a seguir pintant les cambres del primer pis del palau, les sales de Venus, Júpiter i de Mart.
Torna a Roma l'any 1647, on molt aviat aconsegueix ocupar de nou el lloc de pintor oficial pel papa Innocenci X Pamphili, que li encarrega el 1651, les pintures de la galeria del palau Doria-Pamphili, obra de Francesco Borromini. El sostre mostra una gran varietat de L'Eneida.
Amb el nomenament del nou papa Alexandre VII, el seu lloc es reafirma i aquest papa també li farà nombrosos encàrrecs.

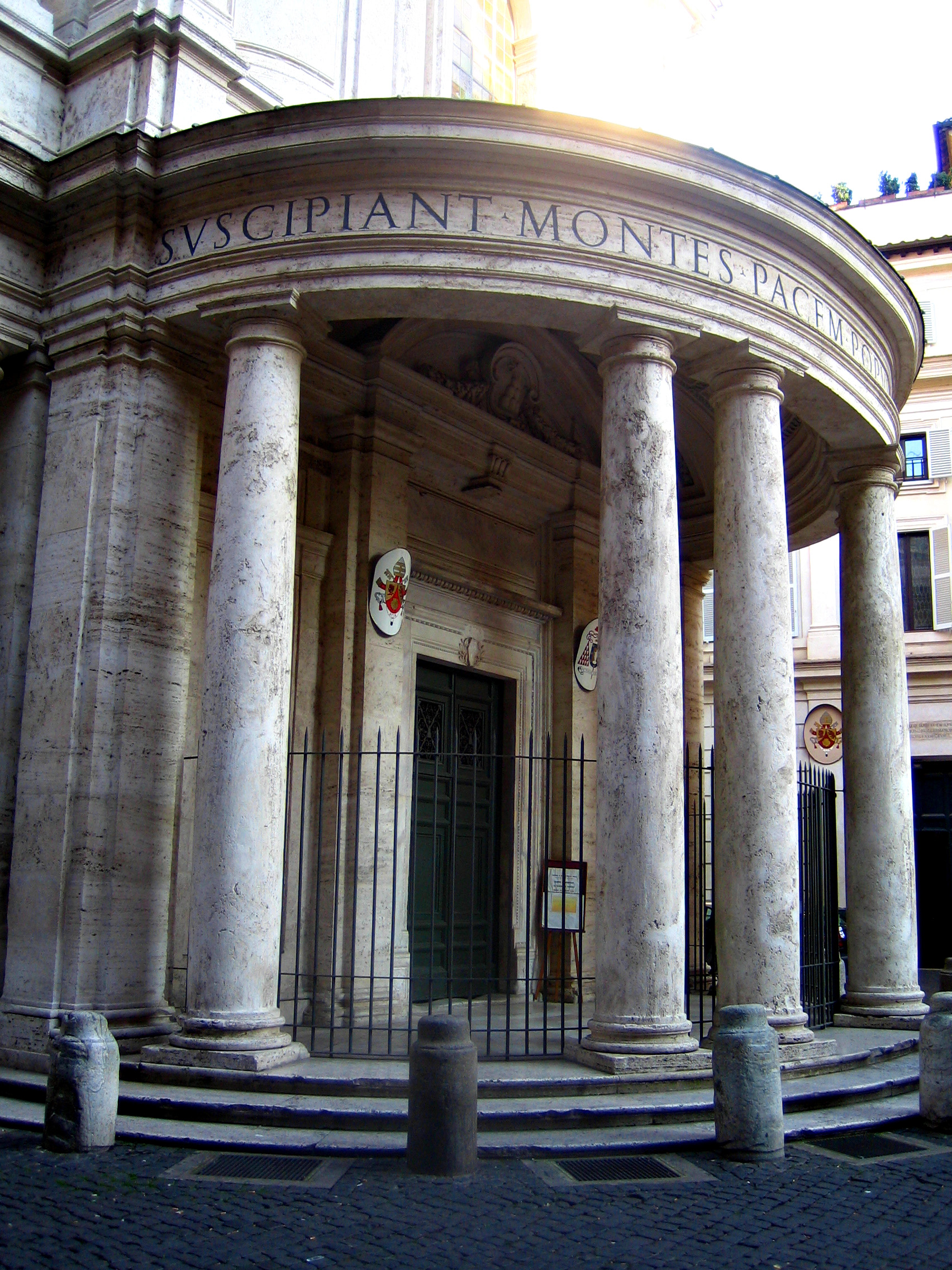
Façana de Santa Maria de la Pau. Roma

## Arquitectura
Els darrers anys de la seva vida es dedica principalment a obres arquitectòniques en Sant Martí del Mont, Sant Carles del Corso, Santa Maria de la Pau (remodelació de la façana, 1656/1657), Santa Maria de la Via Lata (1658/1662, que van assolir tant èxit com l'anterior de l'església de Sant Lluc i Santa Martina (1635/1650).
Per a la família Sacchetti va construir l'any 1630, la Vila del Pigneto, prop de Roma, amb una estructura central amb una fornícula monumental idea semblant al Belvedere del Vaticà.

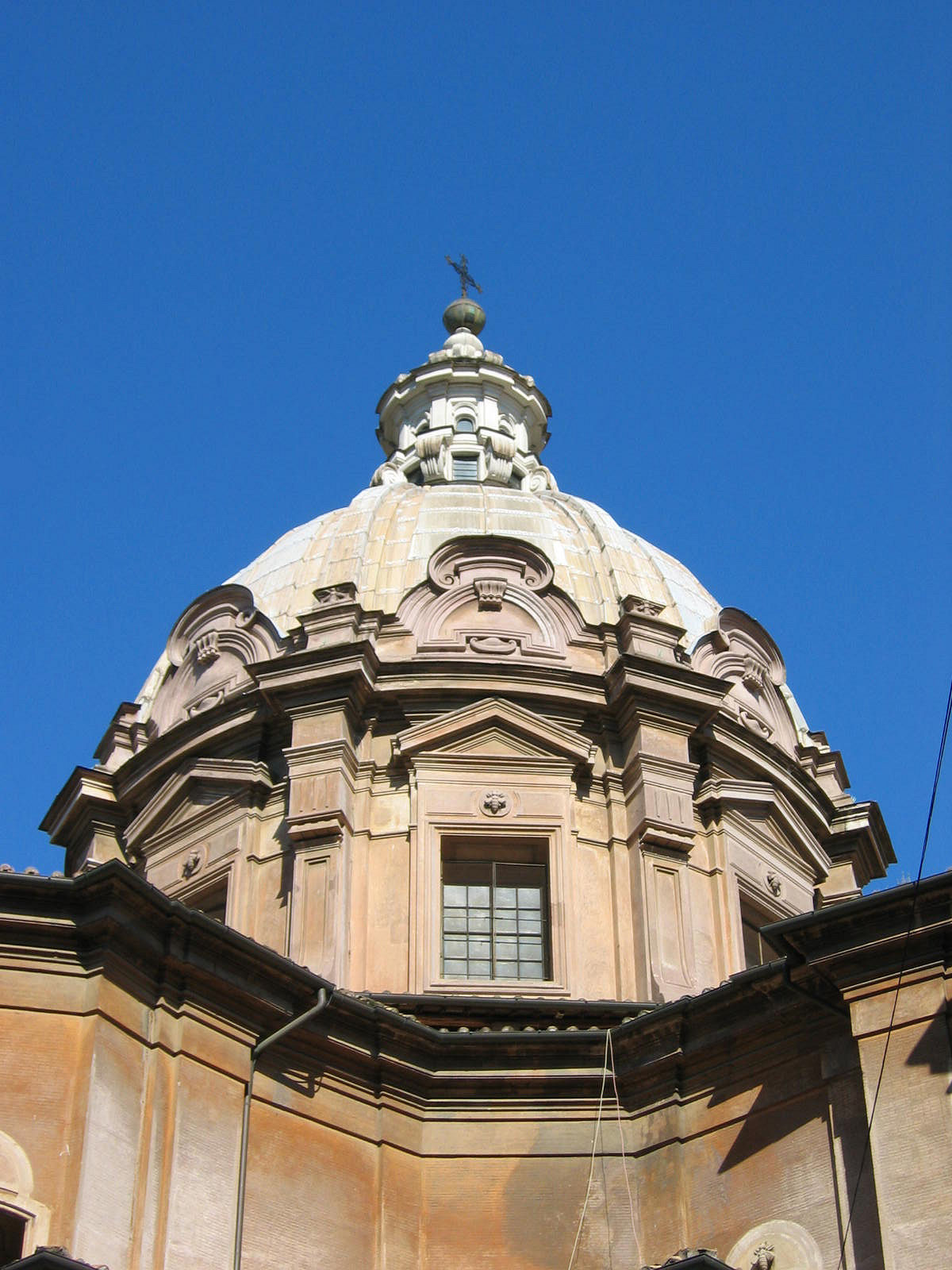
Cúpula de l'església de Sant Lluc i Santa Martina. Roma

L'Església Santa Maria della Pace, és situada a la plaça Navona a Roma, fou restaurada per ordre d'Alexandre VII, entre els anys 1656/1667. Cortona va realitzar una façana entre dues ales còncaves i va situar un nàrtex semicircular sostingut per columnes en formació de parells d'estil dòric.
L'església de Sant Lluc i Santa Martina consta d'una planta de creu grega rematades les seves puntes amb forma semicircular. La cúpula subjectada amb grans columnes té una decoració daurada plena d'escultures d'àngels i sants dins un cel amb cassetons que van disminuint de grandària donant la sensació d'allunyament i semblant molt més alta i grandiosa del que en realitat és. La façana està resolta en dos cossos d'igual amplària, amb formes corbes, còncaves i convexes tota dintre de l'estil barroc característic de Pietro da Cortona.

## Influència rebuda
Va estudiar els frescos de Polidoro, deixeble de Rafael, que segons va dir el mateix Cortona: 
"ensenyen la veritable forma de dibuixar les coses antigues".
Als colors i composicions emprats als frescos especialment de sostres es veu clarament la influència del Veronés.
A través dels gravats que es reproduïen en aquella època de l'artista flamenc Rubens, es pot apreciar la gran influència que van exercir a la pintura de Cortona, i es pot veure clarament al llenç de la Victòria d'Alexandre sobre Darius o als frescos Enees arriba a la desembocadura del Tíber i a Minerva en lluita contra els gegants.

## Anàlisi
Les seves formes a l'arquitectura són el moviment com també ho eren les de Borromini, en totes les seves façanes es poden observar les corbes contrastants.
El més cridaner de la seva pintura fou la col·locació d'un ampli nombre de figures amb gran vitalitat i força física que es relaciona ràpidament amb el barroc, el colorit és molt cridaner, a causa del moviment neovenecià de la dècada de 1630 que es va formar a tot Itàlia. El 1633, Cortona va realitzar el sostre del Saló del Palau Barberini, on l'estructura arquitectònica pintada amb les figures que apareixen per damunt i sota d'aquesta arquitectura mostren un gran il·lusionisme cap a un espai obert. A pesar del gran nombre de figures i decoracions secundàries aconsegueix una obra completament unificada.

## Obres escrites
- Va publicar a Florència l'any 1654 un llibre en col·laboració amb el Pare Ottonelli, titulat : Tractat de la pintura i l'escultura; de l'ús i de l'abús d'aquestes dues arts; fet per un teòleg i un pintor.
- L'any 1741, es van editar unes làmines d'anatomia realitzades cap a 1618, amb el nom de Tabulae anatomicae.

## Obres
| Quadre                  | Títol                   | Data | Mida            | Localització                              |
| ----------------------- | ----------------------- | ---- | --------------- | ----------------------------------------- |
| Marcello Sacchetti      | Marcello Sacchetti      | 1626 | 133 X 98 cm.    | Galleria Borghese. Roma.                  |
| Retrat Urbà VIII        | Retrat Urbà VIII        | 1627 | 199 X 128 cm.   | Museus Capitolins. Roma.                  |
| Martiri de Sant Esteve  | Martiri de Sant Esteve  | 1660 | 260,5 X 149 cm. | Museu Hermitage. Sant Petersburg.         |
| Martiri de Sant Llorenç | Martiri de Sant Llorenç | 1626 | ?               | Església de Santi Michele e Gaetano.Roma. |

## Altres obres
- Pietat. 1620. Santa Clara. Cortona.
- Triomf de Baco. 1625. Museus Capitolins. Roma.
- L'Aurora. 1620. Palau del Senat. Roma.
- Paisatge amb pont. 1625. Museus Capitolins. Roma.
- Baptisme de Crist. Castellfusano. Vila Sacchetti.
- Triomf d'Alexandre sobre Darío. Roma.
- El rapte de les sabinas. 1629. Museus Capitolins. Roma
- Venus caçadora s'apareix a Eneas. 1630-1635. Museu del Louvre. París.
- El triomf de la Divina Providència. 1633-1639. palau Barberini. Roma.
- Sagrada Família en descans en la seva fullida a Epigte. 1643. Alte Pinakotheñ. Múnic.
- Rómul i Remo. 1643. Museu del Louvre. París.
- Eneas arriba a la desembocadura del Tíber.1651. Palau Doria-Pamphili. Roma.
- L'àngel custodi. 1656. Galleria Nazionale d'Arte Antica. Roma.
- L'Assumpció de la Verge. 1655-1660. Chiesa Nuova. Roma.
- La visió de sant Felip Neri durant la construcció de l'església. 1664-1665. Chiesa Nuova. Roma.